# Kreissparkasse Walsrode
Die Kreissparkasse Fallingbostel in Walsrode (meist kurz Kreissparkasse Walsrode genannt) ist eine öffentlich-rechtliche Sparkasse mit Sitz in Walsrode, Niedersachsen.
Das Geschäftsgebiet der Sparkasse liegt im Städtedreieck zwischen Hamburg, Bremen und Hannover und erstreckt sich über den früheren Landkreis Fallingbostel. Dazu gehören die Städte Walsrode, Bad Fallingbostel und Schwarmstedt.
Die Kreissparkasse Walsrode wies im Geschäftsjahr 2023 eine Bilanzsumme von 2,064 Mrd. Euro aus und verfügte über Kundeneinlagen von 1,195 Mrd. Euro. Gemäß der Sparkassenrangliste 2023 liegt sie nach Bilanzsumme auf Rang 232. Sie unterhält 14 Filialen/Selbstbedienungsstandorte und beschäftigt 239 Mitarbeiter.

## Organisationsstruktur
Die Kreissparkasse Walsrode ist eine Anstalt des öffentlichen Rechts. Rechtsgrundlagen sind das Niedersächsische Sparkassengesetz und die durch den Landkreis Heidekreis als Träger der Kreissparkasse erlassene Satzung. Organe der Sparkasse sind der Vorstand und der Verwaltungsrat.

## Sparkassen-Finanzgruppe
Die Kreissparkasse Walsrode ist Teil der Sparkassen-Finanzgruppe und gehört damit auch ihrem Haftungsverbund an. Er sichert den Bestand der Institute und sorgt dafür, dass sie auch im Fall der Insolvenz einzelner Sparkassen alle Verbindlichkeiten erfüllen können. Die Sparkasse vermittelt Bausparverträge der regionalen Landesbausparkasse, offene Investmentfonds der Deka und Versicherungen der VGH Versicherungen. Im Bereich des Leasing arbeitet die Kreissparkasse Walsrode mit der  Deutschen Leasing zusammen. Die Funktion der Sparkassenzentralbank nimmt die Nord/LB wahr.

## Gesellschaftliches Engagement
Die Kreissparkasse Walsrode spendet für regionale Kultur und Gesellschaft. Im Jahr 2014 betrug das Gesamtvolumen an Spenden und Sponsoring rund 1,2 Mio. Euro.
Es wurden soziale Einrichtungen unterstützt und das kulturelle und sportliche Leben gefördert. Daneben erfolgt eine Förderung durch die von der Sparkasse gegründete und dotierte Stiftung.
Die Stiftung der Kreissparkasse Walsrode wurde im Jahr 1999 gegründet. Die Sparkassenstiftung unterstützt unterschiedliche Projekte im Altkreis Fallingbostel. Der Stiftungszweck umfasst lt. Satzung unter anderem die Bereiche Kunst und Kultur, Heimat-, Natur- und Landschaftspflege, Umweltschutz, Sport, Jugendpflege, Förderung der freien Wohlfahrtspflege, Wissenschaft und Forschung sowie Altenhilfe. 

## Geschichte

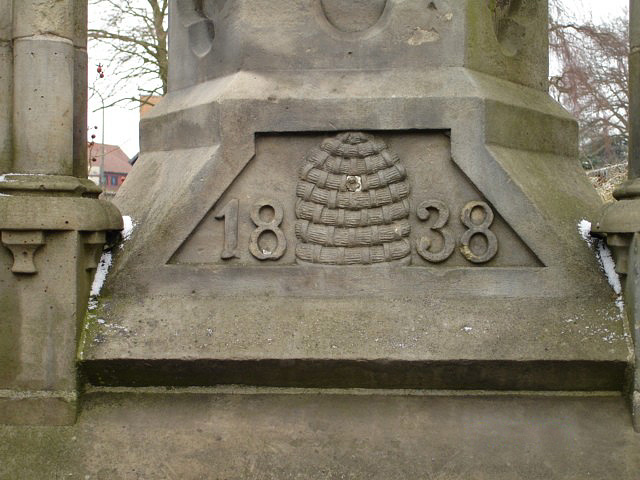
Detail: Jahreszahl 1838 und Sparsymbol des Bienenkorbs auf dem Denkmal für Quintus-Icilius in Bad Fallingbostel

Am 1. Juli 1838 wurde in Fallingbostel unter dem Oberamtmann Heinrich von Quintus-Icilius die „Sparkasse der Amtsvogtei Fallingbostel Soltau“ gegründet.
Ziel war es damals, die kleineren Angestellten und Dienstboten zum Einlagern ihrer Gelder, also Sparen, zu bewegen. Die Sparkasse Fallingbostel-Soltau war damit eines der ersten Häuser im Herzogtum. Ein weiteres Ziel war es, mit den von den Angestellten eingelagerten Geldern einen Hilfsfonds für Arme und Bedürftige, wie Waisen und Witwen, zu errichten. Zudem war es den Bauern, die zumeist abhängig von ihren Lehnsherren waren, nun möglich, zinsgünstige Darlehen in Anspruch zu nehmen und sich so vom Adel freizukaufen. Somit wurden sie zu freien Grundherren.
1857 traten die Stadt Walsrode und der Nebenanlageverband der vormaligen Gerichte Cordingen und Stellichte dem Garantieverband der Sparkasse bei, nachdem bereits 1839 die Stadt Soltau und das Amt Rethem Interesse an einer Beteiligung bekundet hatten. Um an dem Vermögen der Sparkasse beteiligt werden zu könne, zahlten die neuen Garanten je 12.660,47 Mark auf Reservefonds der Sparkasse ein.
Am 1. Januar 1902 schied das Kirchspiel Soltau aus dem Verband aus, um eine eigene Sparkasse zu gründen. Die Einlagen wurden anteilig ausgezahlt.
Durch den Ersten Weltkrieg und inflationsbedingt stark geschwächt, legten sich schließlich die Sparkasse zu Fallingbostel, die Stadtsparkasse Rethem und die 1909 gegründete Kreissparkasse 1934 zusammen und leisteten damit der preußischen Gesetzgebung Folge. Die neue und einzige Sparkasse im Kreis hieß fortan „Kreissparkasse Fallingbostel zu Walsrode“ und unterhielt 23 Geschäftsstellen.
Nach dem Ende des Zweiten Weltkrieges konnte die Sparkasse ihre gewohnten Geschäfte unter neuem Vorstand wieder aufnehmen. 1948 wurde das Geldwesen durch Einführung der Deutschen Mark in einem Verhältnis von 100:10 bzw. 100: 6,5 (Reichsmark: DM) reformiert. Die Summe der Schlussbilanz der Kreissparkasse schrumpfte von 132,2 Mio. Reichsmark auf 8,6 Mio. DM zusammen.
Anfang der 1950er Jahre etablierten sich zwei Großunternehmen im Geschäftsgebiet, Wolff (heute Dow Wolff) und KRAFT, die den Arbeitsmarkt wieder stabilisierten. Die Spareinlagen stiegen an und auch das Kreditvolumen dehnte sich aus. Somit wuchs nicht nur der Mitarbeiter-, sondern auch der Raumbedarf. 1961 wurde die Geschäftsstellen Walsrode um einen Anbau erweitert. In den folgenden Jahren bezog die Sparkasse in Rethem das Gebäude am Amtshauptmann-Jordan-Platz und in Fallingbostel entstand eine neue Geschäftsstelle.
1968 startete die erste EDV-Anlage und bearbeitete Daten per Lochkartenverfahren. Gab es 1970 13.000 täglich zu bearbeitende Buchungsposten, so waren es 1987 schon 26.000 und im Jahr 2007 wurden an den Servicepoints, den Geldautomaten, den SB-Terminals und in der Abteilung Zahlungsverkehr sowie von Kontoinhabern per Online Banking pro Tag mehr als 37.000 Buchungen vorgenommen.